# حفل توزيع جوائز الغرامي الخمسين
حفل توزيع جوائز الغرامي الخمسين, الذي أقيم على مركز ستيبلز في لوس أنجلوس، كاليفورنيا بتاريخ 10 فبراير 2008. عرض على الهواء مباشرة على قناة (CBS) في الساعة الثامنة مساء في الولايات المتحدة وDubai One وMBC4 في الشرق الأوسط وشمال أفريقيا. الحفل قام بتكريم الفنانين الذين حققوا إنجازات في عام 2007 من خلال أغانيهم وألبوماتهم التي صدرت في الفترة ما بين 1 أكتوبر 2006 و30 سبتمبر 2007، يعتبر ملك البوب مايكل جاكسون أكبر الفائزين في المسابقة حيث حاز على 8 جوائز دفعة واحدة. وهو القدر التي لم تستطع أي فنان الوصول إليه سوى العدد القليل كبيونسيه. والغريب أن واينهاوس لم تستطع الحضور إلى الحفل في لوس آنجلوس بل اكتفت بالغناء في استديو جهز خصيصاً لها في لندن في أول مرة في تاريخ الجائزة حيث تم نقل ذلك من خلال الأقمار الصناعية. كيني ويست كان فائز آخر فعلى الرغم من أنه كان أكثر المرشحين إلا أن واينهاوس حصلت على جوائز أكثر. ريانا حصلت على جائزة الغرامي الأولى لها في حين أن فنانات بوب أخرى ات مثل فيرغي، نيللي فرتادو وغوين ستيفاني لم يحصلن على أي جائزة في هذا الحفل.

## الترشيحات العامة

### أفضل تسجيل للعام
- بيونسيه - "Irreplaceable"
- فوو فايترز - "The Pretender"
- ريانا - "Umbrella"
- جستن تيمبرلك - "What Goes Around...Comes Around"
- آمي وينهاوس - "Rehab"

### أفضل ألبوم للعام
- فوو فايترز - Echoes, Silence, Patience & Grace
- فينس جيل - These Days
- هيربي هانكوك - River: The Joni Letters
- كيني ويست - Graduation
- آمي وينهاوس - Back to Black

### أفضل أغنية للعام
```
(ملاحظة: الجوائز تقدم إلى مؤلفي الأغاني)
```

- Plain White T's - "Hey There Delilah"
- كورين بايلي راي - "Like a Star"
- ريانا - "Umbrella"
- كيري أندروود - "Before He Cheats"
- آمي وينهاوس - "Rehab"

### أفضل فنان جديد
- فيست
- ليدسي
- بارامور
- تايلور سويفت
- آمي وينهاوس

## في فئة البوب

### أفضل مغنية بوب
- كريستينا أغويليرا - "Candyman"
- فيست - "1,2,3,4"
- فيرغي - "Big Girls Don't Cry"
- نيللي فرتادو - "Say It Right"
- آمي وينهاوس - "Rehab"

### أفضل مغني بوب
- مايكل جاكسون - "theilr"
- مايكل ببليه - "Everything"
- جون ماير - "Belief"
- بول مكارتني - "Dance Tonight"
- سيل - "Amazing"
- جستن تيمبرلك - "What Goes Around...Comes Around"

### أفضل فريق ثنائي أو مجموعة (بوب)
- بون جوفي - "You Want to Make A Memory"
- دوتري - "Home"
- مارون 5 - "Makes Me Wonder"
- Plain White T's - "Hey There Delilah"

### أفضل تعاون (بوب)
- توني بينيت & كريستينا أغويليرا - "Steppin' Out"
- بيونسيه & شاكيرا - "Beautiful Liar"
- روبيرت بلانت & أليسون كراوس - "Gone Gone Gone Done Moved On"
- جوين ستيفاني & آيكون - "The Sweet Escape"
- جستن تيمبرلك & نيللي فرتادو - "Give It To Me"
- يو تو - "Window in the Skies"

### أفضل موسيقى (بوب)
- بيستي بويز - "Off the Grid"
- بين هاربر - "Paris Sunrise #7"
- دايف كوز - "Over the Rainbow"
- جوني ميتشل - "One Week Last Summer"
- سبيرو جيرا - "Simple Pleasures"

### أفضل ألبوم موسيقي (بوب)
- بيستي بويز - The Mix-Up
- كريس بوتي - Italia
- دايف كوز - At the Movies
- سبيرو جيرا - Good to Go-Go
- كيرك والم - Round Trip

### أفضل ألبوم (بوب)
- بون جوفي - Lost Highway
- فيست - The Reminder
- مارون 5 - It Won't Be Soon Before Long
- بول مكارتني - Memory Almost Full
- آمي وينهاوس - Back to Black

## في فئة الروك

### أفضل مغني روك
- بك - "Timebomb"
- بول مكارتني - "Only Mama Knows"
- جون ميللينكامب - "Our Country"
- بروس سبرينجستين - "Radio Nowhere"
- لوسيندا ويليامز - "Come On"

### أفضل فريق ثنائي أو مجموعة (روك)
- دوتري - "It's Not Over"
- غرين داي - "Working Class Hero"
- نيكلباك - "If Everyone Cared"
- يو تو - "Instant Karma"
- وايت ستريبس - "Icky Thump"

### أفضل مغني أو فريق (هارد روك)
- إڤانيسنس - "Sweet Sacrifice"
- فوو فايترز - "The Pretender"
- أوزي أوزبورن - "I Don't Wanna Stop"
- كوينز أوف ذا ستون أيج - "Sick, Sick, Sick"
- توول - "The Pot"

### أفضل مغني أو فريق (ميتال)
- بينما أرقد محتضرة - "Nothing Left"
- كينغ دايموند - "Never Ending Hill"
- Machine Head - "Aesthetics of Hate"
- Shadows Fall - "Redemption"
- سلاير - "Final Six"

### أفضل موسيقى (روك)
- ميتاليكا - "The Ecstasy of Gold"
- رش - "Malignant Narcissism"
- جوي ساترياني - "Always With Me, Always With You"
- بروس سبرينجستين - "Once Upon a Time In the West"
- ستيف فاي - "The Attitude Song"

### أفضل أغنية (روك)
- دوتري - "It's Not Over"
- فوو فايترز - "The Pretender"
- بروس سبرينجستين - "Radio Nowhere"
- وايت ستريبس - "Icky Thump"
- لوسيندا ويليامز - "Come On"

### أفضل ألبوم (روك)
- دوتري - Daughtry
- جون فوغيرتي - Revival
- فوو فايترز - Echoes, Silence, Patience & Grace
- بروس سبرينجستين - Magic
- ويلكو - Sky Blue Sky

## وصلات خارجية
- الموقع الرسمي لجوائز الغرامي
- اللائحة الكاملة لترشيحات جوائز الغرامي لعام 2008 م